# Schwimmweltmeisterschaften 1994
| Medaillenspiegel Endstand nach 45 Entscheidungen | Medaillenspiegel Endstand nach 45 Entscheidungen | Medaillenspiegel Endstand nach 45 Entscheidungen | Medaillenspiegel Endstand nach 45 Entscheidungen | Medaillenspiegel Endstand nach 45 Entscheidungen | Medaillenspiegel Endstand nach 45 Entscheidungen |
| Pl.                                              | Land                                             | G                                                | S                                                | B                                                | Gesamt                                           |
| ------------------------------------------------ | ------------------------------------------------ | ------------------------------------------------ | ------------------------------------------------ | ------------------------------------------------ | ------------------------------------------------ |
| 1                                                | VR China                                         | 16                                               | 10                                               | 2                                                | 28                                               |
| 2                                                | USA                                              | 7                                                | 10                                               | 8                                                | 25                                               |
| 3                                                | Russland                                         | 5                                                | 7                                                | 5                                                | 17                                               |
| 4                                                | Australien                                       | 5                                                | 3                                                | 4                                                | 12                                               |
| 5                                                | Ungarn                                           | 3                                                | 3                                                | 4                                                | 10                                               |
| 6                                                | Finnland                                         | 2                                                | 2                                                | 0                                                | 4                                                |
| 7                                                | Spanien                                          | 1                                                | 2                                                | –                                                | 3                                                |
| 7                                                | Schweden                                         | 1                                                | 2                                                | –                                                | 3                                                |
| 9                                                | Deutschland                                      | 1                                                | 1                                                | 6                                                | 8                                                |
| 10                                               | Kanada                                           | 1                                                | 1                                                | 3                                                | 5                                                |
| 11                                               | Italien                                          | 1                                                | –                                                | 2                                                | 3                                                |
| 12                                               | Polen                                            | 1                                                | –                                                | –                                                | 1                                                |
| 12                                               | Simbabwe                                         | 1                                                | –                                                | –                                                | 1                                                |
| 14                                               | Japan                                            | –                                                | 2                                                | 1                                                | 3                                                |
| 15                                               | Neuseeland                                       | –                                                | 1                                                | 2                                                | 3                                                |
| 16                                               | Niederlande                                      | –                                                | 1                                                | –                                                | 1                                                |
| 17                                               | Belgien                                          | –                                                | –                                                | 2                                                | 2                                                |
| 17                                               | Brasilien                                        | –                                                | –                                                | 2                                                | 2                                                |
| 17                                               | Costa Rica                                       | –                                                | –                                                | 2                                                | 2                                                |
| 20                                               | Litauen                                          | –                                                | –                                                | 1                                                | 1                                                |
| 20                                               | Mexiko                                           | –                                                | –                                                | 1                                                | 1                                                |
| Gesamt                                           | Gesamt                                           | 45                                               | 45                                               | 45                                               | 135                                              |

Die 7. Schwimmweltmeisterschaften fanden vom 1. bis 11. September 1994 in Rom statt und wurden vom Weltschwimmverband, der FINA veranstaltet. Austragungsstätte war der Complesso natatorio del Foro Italico. 1400 Sportler aus 102 Nationen nahmen an den Meisterschaften teil.

## Zeichenerklärung
- WR – Weltrekord

## Schwimmen Männer

### Freistil

#### 50 m Freistil
| Platz | Land     | Athlet             | Zeit     |
| ----- | -------- | ------------------ | -------- |
| 1     | Russland | Alexander Popow    | 00:22,17 |
| 2     | USA      | Gary Hall junior   | 00:22,44 |
| 3     | Litauen  | Raimundas Mažuolis | 00:22,52 |

#### 100 m Freistil
| Platz | Land      | Athlet           | Zeit     |
| ----- | --------- | ---------------- | -------- |
| 1     | Russland  | Alexander Popow  | 00:49,12 |
| 2     | USA       | Gary Hall junior | 00:49,41 |
| 3     | Brasilien | Gustavo Borges   | 00:49,52 |

#### 200 m Freistil
| Platz | Land       | Athlet          | Zeit     |
| ----- | ---------- | --------------- | -------- |
| 1     | Finnland   | Antti Kasvio    | 01:47,32 |
| 2     | Schweden   | Anders Holmertz | 01:48,24 |
| 3     | Neuseeland | Danyon Loader   | 01:48,49 |

#### 400 m Freistil
| Platz | Land       | Athlet         | Zeit        |
| ----- | ---------- | -------------- | ----------- |
| 1     | Australien | Kieren Perkins | 03:43,80 WR |
| 2     | Finnland   | Antti Kasvio   | 03:48,55    |
| 3     | Neuseeland | Danyon Loader  | 03:48,62    |

#### 1500 m Freistil
| Platz | Land        | Athlet          | Zeit     |
| ----- | ----------- | --------------- | -------- |
| 1     | Australien  | Kieren Perkins  | 14:50,52 |
| 2     | Australien  | Daniel Kowalski | 14:53,42 |
| 3     | Deutschland | Steffen Zesner  | 15:09,20 |

### Schmetterling

#### 100 m Schmetterling
| Platz | Land     | Athlet          | Zeit     |
| ----- | -------- | --------------- | -------- |
| 1     | Polen    | Rafał Szukała   | 00:53,51 |
| 2     | Schweden | Lars Frölander  | 00:53,65 |
| 3     | Russland | Denis Pankratow | 00:53,68 |

#### 200 m Schmetterling
| Platz | Land        | Athlet             | Zeit     |
| ----- | ----------- | ------------------ | -------- |
| 1     | Russland    | Denis Pankratow    | 01:56,54 |
| 2     | Neuseeland  | Danyon Loader      | 01:57,99 |
| 3     | Deutschland | Chris-Carol Bremer | 01:58,11 |

### Rücken

#### 100 m Rücken
| Platz | Land    | Athlet              | Zeit     |
| ----- | ------- | ------------------- | -------- |
| 1     | Spanien | Martín López-Zubero | 00:55,17 |
| 2     | USA     | Jeff Rouse          | 00:55,51 |
| 3     | Ungarn  | Tamás Deutsch       | 00:55,69 |

#### 200 m Rücken
| Platz | Land     | Athlet              | Zeit     |
| ----- | -------- | ------------------- | -------- |
| 1     | Russland | Wladimir Selkow     | 01:57,42 |
| 2     | Spanien  | Martín López-Zubero | 01:58,75 |
| 3     | USA      | Royce Sharp         | 01:58,86 |

### Brust

#### 100 m Brust
| Platz | Land    | Athlet                 | Zeit     |
| ----- | ------- | ---------------------- | -------- |
| 1     | Ungarn  | Norbert Rózsa          | 01:01,24 |
| 2     | Ungarn  | Károly Gűttler         | 01:01,44 |
| 3     | Belgien | Frederik Deburghgraeve | 01:01,79 |

#### 200 m Brust
| Platz | Land   | Athlet          | Zeit     |
| ----- | ------ | --------------- | -------- |
| 1     | Ungarn | Norbert Rózsa   | 02:12,81 |
| 2     | USA    | Eric Wunderlich | 02:12,87 |
| 3     | Ungarn | Károly Gűttler  | 02:14,12 |

### Lagen

#### 200 m Lagen
| Platz | Land     | Athlet        | Zeit        |
| ----- | -------- | ------------- | ----------- |
| 1     | Finnland | Jani Sievinen | 01:58,16 WR |
| 2     | USA      | Greg Burgess  | 02:00,86    |
| 3     | Ungarn   | Attila Czene  | 02:01,84    |

#### 400 m Lagen
| Platz | Land     | Athlet        | Zeit        |
| ----- | -------- | ------------- | ----------- |
| 1     | USA      | Tom Dolan     | 04:12,30 WR |
| 2     | Finnland | Jani Sievinen | 04:13,29    |
| 3     | USA      | Eric Namesnik | 04:15,69    |

### Staffel

#### Staffel 4 × 100 m Freistil
| Platz | Land      | Athleten                                                                         | Zeit     |
| ----- | --------- | -------------------------------------------------------------------------------- | -------- |
| 1     | USA       | - Jon Olsen - Josh Davis - Ugur Taner - Gary Hall junior                         | 03:16,90 |
| 2     | Russland  | - Roman Schtschogolew - Wladimir Predkin - Wladimir Pyschnenko - Alexander Popow | 03:18,12 |
| 3     | Brasilien | - Fernando Scherer - Teofilo Ferreira - André Luiz Teixeira - Gustavo Borges     | 03:19,35 |

#### Staffel 4 × 200 m Freistil
| Platz | Land        | Athleten                                                                    | Zeit     |
| ----- | ----------- | --------------------------------------------------------------------------- | -------- |
| 1     | Schweden    | - Christer Wallin - Tommy Werner - Lars Frölander - Anders Holmertz         | 07:17,74 |
| 2     | Russland    | - Juri Muchin - Wladimir Pyschnenko - Denis Pankratow - Roman Schtschogolew | 07:18,13 |
| 3     | Deutschland | - Andreas Szigat - Christian Keller - Oliver Lampe - Steffen Zesner         | 07:19,10 |

#### Staffel 4 × 100 m Lagen
| Platz | Land     | Athleten                                                               | Zeit     |
| ----- | -------- | ---------------------------------------------------------------------- | -------- |
| 1     | USA      | - Jeff Rouse - Eric Wunderlich - Mark Henderson - Gary Hall junior     | 03:37,74 |
| 2     | Russland | - Wladimir Selkow - Wassili Iwanow - Denis Pankratow - Alexander Popow | 03:38,28 |
| 3     | Ungarn   | - Tamás Deutsch - Norbert Rózsa - Péter Horváth - Attila Czene         | 03:39,47 |

### Freiwasserschwimmen

#### 25 Kilometer
| Platz | Land       | Athlet         | Zeit        |
| ----- | ---------- | -------------- | ----------- |
| 1     | Kanada     | Greg Streppel  | 05:05:42,00 |
| 2     | Australien | David Bates    | 05:36:31,00 |
| 3     | Russland   | Alexei Akatjew | 05:37:26,00 |

## Schwimmen Frauen

### Freistil

#### 50 m Freistil
| Platz | Land                | Athlet                    | Zeit        |
| ----- | ------------------- | ------------------------- | ----------- |
| 1     | Volksrepublik China | Le Jingyi                 | 00:24,51 WR |
| 2     | Russland            | Natalja Meschtscherjakowa | 00:25,10    |
| 3     | USA                 | Amy Van Dyken             | 00:25,18    |

#### 100 m Freistil
| Platz | Land                | Athlet                | Zeit        |
| ----- | ------------------- | --------------------- | ----------- |
| 1     | Volksrepublik China | Le Jingyi             | 00:54,01 WR |
| 2     | Volksrepublik China | Lu Bin                | 00:54,15    |
| 3     | Deutschland         | Franziska van Almsick | 00:54,77    |

#### 200 m Freistil
| Platz | Land                | Athlet                | Zeit        |
| ----- | ------------------- | --------------------- | ----------- |
| 1     | Deutschland         | Franziska van Almsick | 01:56,78 WR |
| 2     | Volksrepublik China | Lu Bin                | 01:56,89    |
| 3     | Costa Rica          | Claudia Poll          | 01:57,61    |

#### 400 m Freistil
| Platz | Land                | Athlet            | Zeit     |
| ----- | ------------------- | ----------------- | -------- |
| 1     | Volksrepublik China | Aihua Yang        | 04:09,64 |
| 2     | USA                 | Cristina Teuscher | 04:10,21 |
| 3     | Costa Rica          | Claudia Poll      | 04:10,61 |

#### 800 m Freistil
| Platz | Land       | Athlet         | Zeit     |
| ----- | ---------- | -------------- | -------- |
| 1     | USA        | Janet Evans    | 08:29,85 |
| 2     | Australien | Hayley Lewis   | 08:29,94 |
| 3     | USA        | Brooke Bennett | 08:31,30 |

### Schmetterling

#### 100 m Schmetterling
| Platz | Land                | Athlet        | Zeit     |
| ----- | ------------------- | ------------- | -------- |
| 1     | Volksrepublik China | Liu Limin     | 00:58,98 |
| 2     | Volksrepublik China | Yun Qu        | 00:59,69 |
| 3     | Australien          | Susie O’Neill | 01:00,11 |

#### 200 m Schmetterling
| Platz | Land                | Athlet        | Zeit     |
| ----- | ------------------- | ------------- | -------- |
| 1     | Volksrepublik China | Liu Limin     | 02:07,25 |
| 2     | Volksrepublik China | Yun Qu        | 02:07,42 |
| 3     | Australien          | Susie O’Neill | 02:09,54 |

### Rücken

#### 100 m Rücken
| Platz | Land                | Athlet              | Zeit     |
| ----- | ------------------- | ------------------- | -------- |
| 1     | Volksrepublik China | He Cihong           | 01:00,57 |
| 2     | Russland            | Nina Schiwanewskaja | 01:00,83 |
| 3     | USA                 | Barbara Bedford     | 01:01,32 |

#### 200 m Rücken
| Platz | Land                | Athlet              | Zeit     |
| ----- | ------------------- | ------------------- | -------- |
| 1     | Volksrepublik China | He Cihong           | 02:07,40 |
| 2     | Ungarn              | Krisztina Egerszegi | 02:09,10 |
| 3     | Italien             | Lorenza Vigarani    | 02:10,92 |

### Brust

#### 100 m Brust
| Platz | Land                | Athlet         | Zeit        |
| ----- | ------------------- | -------------- | ----------- |
| 1     | Australien          | Samantha Riley | 01:07,69 WR |
| 2     | Volksrepublik China | Guohong Dai    | 01:09,26    |
| 3     | Volksrepublik China | Yuan Yuan      | 01:10,19    |

#### 200 m Brust
| Platz | Land                | Athlet         | Zeit     |
| ----- | ------------------- | -------------- | -------- |
| 1     | Australien          | Samantha Riley | 02:26,87 |
| 2     | Volksrepublik China | Yuan Yuan      | 02:27,38 |
| 3     | Belgien             | Brigitte Becue | 02:28,85 |

### Lagen

#### 200 m Lagen
| Platz | Land                | Athlet         | Zeit     |
| ----- | ------------------- | -------------- | -------- |
| 1     | Volksrepublik China | Lu Bin         | 02:12,34 |
| 2     | USA                 | Allison Wagner | 02:14,40 |
| 3     | Australien          | Elli Overton   | 02:15,26 |

#### 400 m Lagen
| Platz | Land                | Athlet          | Zeit     |
| ----- | ------------------- | --------------- | -------- |
| 1     | Volksrepublik China | Dai Guohong     | 04:39,14 |
| 2     | USA                 | Allison Wagner  | 04:39,98 |
| 3     | USA                 | Kristine Quance | 04:42,21 |

### Staffel

#### Staffel 4 × 100 m Freistil
| Platz | Land                | Athleten                                                                    | Zeit        |
| ----- | ------------------- | --------------------------------------------------------------------------- | ----------- |
| 1     | Volksrepublik China | - Le Ying - Shan Ying - Lu Bin - Le Jingyi                                  | 03:37,91 WR |
| 2     | USA                 | - Angel Myers Martino - Amy Van Dyken - Nicole Haislett - Jenny Thompson    | 03:41,50    |
| 3     | Deutschland         | - Franziska van Almsick - Katrin Meißner - Kerstin Kielgaß - Daniela Hunger | 03:42,94    |

#### Staffel 4 × 200 m Freistil
| Platz | Land                | Athleten                                                             | Zeit     |
| ----- | ------------------- | -------------------------------------------------------------------- | -------- |
| 1     | Volksrepublik China | - Le Ying - Yang Aihua - Lu Bin - Zhou Ouanbin                       | 07:57,96 |
| 2     | Deutschland         | - Kerstin Kielgaß - Franziska van Almsick - Julia Jung - Dagmar Hase | 08:01,37 |
| 3     | USA                 | - Cristina Teuscher - Jenny Thompson - Janet Evans - Nicole Haislett | 08:03,16 |

#### Staffel 4 × 100 m Lagen
| Platz | Land                | Athleten                                                                                | Zeit        |
| ----- | ------------------- | --------------------------------------------------------------------------------------- | ----------- |
| 1     | Volksrepublik China | - He Cihong - Dai Guohong - Liu Limin - Le Jingyi                                       | 04:01,67 WR |
| 2     | USA                 | - Lea Loveless - Kristine Quance - Amy Van Dyken - Jenny Thompson                       | 04:06,53    |
| 3     | Russland            | - Nina Schiwanewskaja - Olga Prochorowa - Swetlana Potdeewa - Natalja Meschtscherjakowa | 04:06,70    |

### Freiwasserschwimmen

#### 25 Kilometer
| Platz | Land       | Athlet               | Zeit        |
| ----- | ---------- | -------------------- | ----------- |
| 1     | Australien | Melissa Cunningham   | 05:48:25,00 |
| 2     | Ungarn     | Rita Kovács          | 05:50:13,00 |
| 3     | Australien | Shelley Taylor-Smith | 05:53:12,00 |

## Synchronschwimmen

### Solo
| Platz | Land | Athletin            |
| ----- | ---- | ------------------- |
| 1     | USA  | Becky Dyroen-Lancer |
| 2     | JPN  | Fumiko Okuno        |
| 3     | CAN  | Lisa Alexander      |

### Duett
| Platz | Land | Athletinnen                      |
| ----- | ---- | -------------------------------- |
| 1     | USA  | Becky Dyroen-Lancer Jill Sudduth |
| 2     | JPN  | Fumiko Okuno Miya Tachibana      |
| 3     | CAN  | Lisa Alexander Erin Woodley      |

### Team
| Platz | Land | Athletinnen |
| ----- | ---- | --- |
| 1     | USA  | Suzannah Bianco Jill Savery Heather Simmons-Carrasco Nathalie Schneyder Margot Thien Jill Sudduth Tammy Cleland Becky Dyroen-Lancer |
| 2     | CAN  | Lisa Alexander Janice Bremner Karen Clark Carrie Daguerre Karen Fonteyne Kasia Kulesza Cari Read Erin Woodley                       |
| 3     | JPN  | Raika Fujii Akiko Kawase Rei Jimbo Fumiko Okuno Miya Tachibana Kaori Takahashi Miho Takeda Masayo Yajima                            |

## Wasserspringen Männer

### 1-Meter-Brett
| Platz | Land                | Athlet       | Punkte |
| ----- | ------------------- | ------------ | ------ |
| 1     | Simbabwe            | Evan Stewart | 382,14 |
| 2     | Volksrepublik China | Lan Wei      | 375,96 |
| 3     | Vereinigte Staaten  | Brian Earley | 361,59 |

### 3-Meter-Brett
| Platz | Land                | Athlet        | Punkte |
| ----- | ------------------- | ------------- | ------ |
| 1     | Volksrepublik China | Yu Zhuocheng  | 655,44 |
| 2     | Russland            | Dmitri Sautin | 646,59 |
| 3     | Volksrepublik China | Wang Tianling | 638,22 |

### 10-Meter-Plattform
| Platz | Land                | Athlet              | Punkte |
| ----- | ------------------- | ------------------- | ------ |
| 1     | Russland            | Dmitri Sautin       | 634,71 |
| 2     | Volksrepublik China | Sun Shuwei          | 630,03 |
| 3     | Russland            | Vladimir Timoshinin | 607,32 |

## Wasserspringen Frauen

### 1-Meter-Brett
| Platz | Land                | Athlet          | Punkte |
| ----- | ------------------- | --------------- | ------ |
| 1     | Volksrepublik China | Chen Lixia      | 279,30 |
| 2     | Volksrepublik China | Tan Shuping     | 276,00 |
| 3     | Kanada              | Annie Pelletier | 273,84 |

### 3-Meter-Brett
| Platz | Land                | Athlet          | Punkte |
| ----- | ------------------- | --------------- | ------ |
| 1     | Volksrepublik China | Tan Shuping     | 548,49 |
| 2     | Russland            | Vera Ilyina     | 498,60 |
| 3     | Deutschland         | Claudia Bockner | 480,15 |

### 10-Meter-Plattform
| Platz | Land                | Athlet            | Punkte |
| ----- | ------------------- | ----------------- | ------ |
| 1     | Volksrepublik China | Fu Mingxia        | 434,0  |
| 2     | Volksrepublik China | Chi Bin           | 420,24 |
| 3     | Mexiko              | María José Alcalá | 396,48 |

## Wasserball

### Männer
| Platz | Land     |
| ----- | -------- |
| 1     | Italien  |
| 2     | Spanien  |
| 3     | Russland |

### Frauen
| Platz | Land        |
| ----- | ----------- |
| 1     | Ungarn      |
| 2     | Niederlande |
| 3     | Italien     |